# Nick Meijer
Nick Meijer (29 maart 1984) is een Nederlandse hockeyer. Hij speelde tot dusver 37 officiële interlands (7 doelpunten) voor de Nederlandse hockeyploeg. De aanvaller maakte zijn interlanddebuut op 14 juli 2003 in de met 6-1 gewonnen oefenwedstrijd tegen Spanje, waarbij hij tevens scoorde.
Meijer kwam drie keer uit op de Champions Trophy (2003, 2004 en 2006) en twee keer op het Europees Kampioenschap (2003 en 2005). Nadat bondscoach Paul van Ass hem in de voorselectie opnam voor het EK 2011, besloot Meijer zich niet langer beschikbaar te stellen voor het Nederlands elftal om zich meer met zijn studie bezig te houden.